# 范处义
范处义（？年—？年），字由中，纯孝乡人。
绍兴二十四年进士。历官大理簿国子丞太府少卿，对《诗经》有研究，扬之水说：“范处义《诗补传》，吕祖谦《吕氏家塾读诗记》，严粲《诗缉》，都以疏解平实见长。”。著有《诗学》一卷、《解颐新语》十四卷、《诗补传》三十卷。